# Паломницька література
Паломницька література — жанр давньоруської літератури. В паломницьких «ходіннях» описувалися подорожі до «святих місць» — у Палестину, на Афон, до Константинополя та ін.
Див. також Паломництво

## Джерело
- Короткий енциклопедичний словник з культури. — К. : Україна, 2003. — ISBN 966-524-105-2.